# Taxonomie de van Hiele
La taxonomie de van Hiele, développée par les Hollandais Dina van Hiele-Geldof et Pierre Marie van Hiele, est un modèle surtout utile en pédagogie de la géométrie. Il permet d'expliciter le niveau d'abstraction géométrique atteint par une personne. 
Ce modèle permet de classer les connaissances d'une personne selon l'un des cinq niveaux suivants : 
1. visuel (les dessins sont repérés par ressemblance visuelle) ;
2. analyse des propriétés (celles-ci sont connues, mais ne sont pas reliées ensemble) ;
3. ordre et hiérarchie (les propriétés sont mises en relation et classées, tout comme les implications sont connues) ;
4. déduction et preuve (la déduction donne du sens, ce qui facilite la construction de la preuve) ;
5. rigueur (déductions formelles et manipulations des symboles).

Bien que mentionnés dans la littérature sur la pédagogie de la géométrie, ce classement est critiqué car les niveaux ne sont pas clairement définis.